# Ratpenat frugívor lleonat
El ratpenat frugívor lleonat (Dermanura rava) és una espècie de ratpenat de la família dels fil·lostòmids. Viu a altituds d'entre 0 i 2.050 msnm a Colòmbia, l'Equador, Panamà i el Perú. El seu hàbitat natural són els boscos humits o, preferentment, secs. Es desconeix si hi ha cap amenaça significativa per a la supervivència d'aquesta espècie. Anteriorment era considerat una subespècie del ratpenat frugívor sud-americà pigmeu (D. phaeotis).